# Света Петка (Горно Спанчево)
Вижте пояснителната страница за други значения на Света Петка.
„Света Петка“ е възрожденска църква в светиврачкото село Горно Спанчево, България, част от Неврокопската епархия на Българската православна църква. Обявена е за паметник на културата.

## Архитектура
Църквата е построена през 1876 година на мястото на по-стар храм. В архитектурно отношение представлява каменна трикорабна псевдобазилика с трем от южната страна. В интериора работят майстори от Мелнишкото художествено средище. Централният кораб е украсен с 45 стенописни сцени и медальони. Иконостасът е дървен, а таваните са сложно касетирани. Ценни са и владишкият трон от 1877 година и проскинитарият. 46-те иконостасни икони са разположени в три реда.